# 御堂関白記

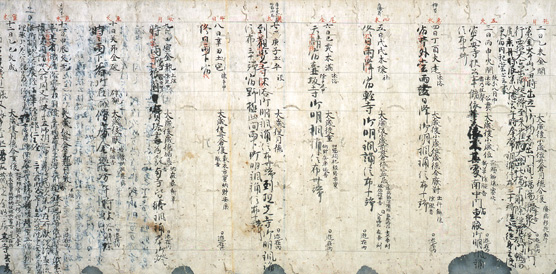
『御堂関白記』一部

『御堂関白記』（みどうかんぱくき）は、藤原道長が著した日記。『法成寺摂政記』『法成寺入道左大臣記』『御堂御記』『入道殿御日記』『御堂御暦』などとも称される。近衛家の陽明文庫が所蔵する自筆本14巻、古写本12巻が伝わる。国宝に指定。現存する世界最古の直筆日記とされ、平成23年（2011年）5月には、ユネスコ記憶遺産（世界の記憶）に推薦、平成25年（2013年）6月18日に登録された。

## 概要
藤原道長は平安時代の貴族の摂政太政大臣で、一条、三条、後一条の3代にわたって左大臣や内覧を歴任し『日記』ではその間の詳細を綴り、同時代の貴族が記した『小右記』（藤原実資）『権記』（藤原行成）などと共に、当時の貴族社会を知る重要な史料となっている。
道長は生前一度も関白とならなかった。「御堂」の名称は、晩年の道長が法成寺無量寿院を建立して「御堂殿」「御堂関白殿」と呼ばれたことによる後世の呼称である。しかし「御堂関白記」の呼称は江戸時代にはすでに通称になっていたようである。
平安末期までに36巻が存したとされるが、現存するものは、長徳4年（998年）から治安元年（1021年）の間の記事で、直筆本14巻が伝わっている。古写本の筆者について従来道長の長男頼通によるものとされていたが根拠は乏しく、現在は頼通の子師実か師実猶子の忠実によるものと考えられている。本書を後世に抜き出した『御堂御記抄』などの断簡も残り、それによると、道長は『日記』の日付から 3 年を遡る政権を獲得した長徳元年（995年）には日記を記し始め、何回かの中断を経た後、寛弘元年（1004年）からは継続的に書き続けていたことがわかっている。
『日記』は具注暦に書かれており、文体や筆跡には道長の性格のおおらかさが看てとれる。内容は簡潔ながら、当て字、脱字、誤字、また重ねて字を書いていたり、塗抹(塗り潰し)、傍書、省略、転倒などが散見する特異な文体となっており、文の意味が不明だったり、文法的な誤りが多い。このような文筆は同じ藤原摂関家の藤原忠実による『殿暦』、藤原師通による『後二条師通記』にも見られる。また、当時の読み癖を窺うことができる。
寛弘5年12月20日（1009年1月18日）条の裏書には近衛道嗣の日記、『後深心院関白記』（『愚管記』とも）が抜書されている。これを記したのは近衛信尹とされ、折状の状態にしていた自筆本のうち寛弘5年（1008年）の裏にだけ日記を写したうえで、元の巻子本に戻し、表紙を付けた。嗣子の近衛信尋がこれを発見し、景紙の外題に「裏信尹公手跡／自延文元至三年抜書」と書き付けたという。
道長が『御堂関白記』を記した契機として「子供に対する意識」があったためであったという。
文法の乱れによる解釈から、戦前には黒板勝美らが、摂関政治は天皇家に代わって国政の全般を掌握していたとする政所政治説を唱えていたが、現在は『日記』の内容から政所の下文や御教書は摂関家内部の私的な通達に過ぎないとされ、否定されている。

## 現代語訳
- 倉本一宏『藤原道長「御堂関白記」全現代語訳』上中下巻（講談社〈講談社学術文庫〉、2009年）

初の現代語訳。

## 関連文献
- 倉本一宏『平安貴族の日記を読む事典：御堂関白記・小右記・権記』吉川弘文館、2025年　ISBN　9784642084826